# 松戈-拉馬亞

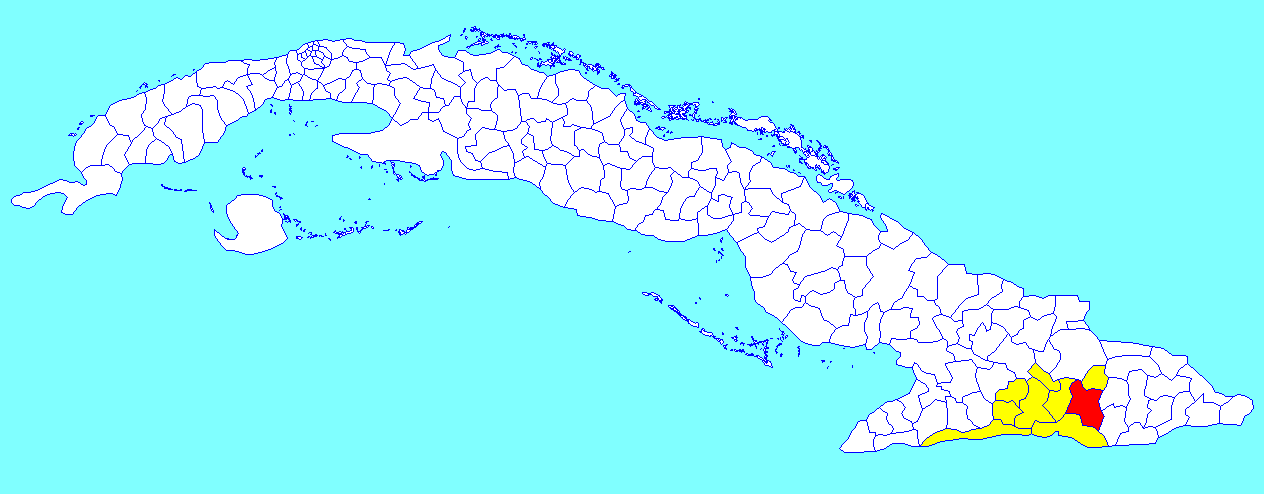

20°10′24″N 75°38′47″W / 20.17333°N 75.64639°W
松戈-拉馬亞（西班牙語：Songo-La Maya），是古巴的城鎮，位於該國東南部，由聖地亞哥省負責管轄，始建於1858年，面積720.7平方公里，海拔高度225米，2004年人口100,287，人口密度每平方公里139.2人。